# Google Text-to-Speech
Google Text-to-Speech  (укр. Ґуґл текст-у-мовлення) скорочено Google TTS (укр. Ґуґл ТУМ)) також Google speech synthesis (укр. Синтез мовлення від Google) — застосунок-читач екрана створений Android, Inc. для операційної системи Android у 2013 році. Цей застосунок використовує технологію «синтезу мовлення» (також відому як текст-у-мовлення) аби читати вголос текст з екрана.
Станом на 2017 рік, підтримуються такі мови: бенгальска (Бангладеш), бенгальска (Індія), кантонська (Гонконг), чеська, данська, нідерландська, англійська (Австралія), англійська (Велика Британія), англійська (Індія), англійська (США), фінська, французька, німецька, гінді, угорська, індонезійська, італійська, японська, кхмерська, корейська, мандаринська (Тайвань), мандаринська (Китай), непальська, норвезька, польська, португальська (Бразилія), російська, сінхала, іспанська (Іспанія), іспанська (США), шведська, тайська, турецька, українська та в'єтнамська.
Завдяки функції синтезу мовлення від Google, Android застосунки можуть озвучувати текст на екрані. Зокрема синтез мовлення можуть використовувати: Google Play Книги (щоб читати вголос книги), Google перекладач (щоб озвучувати переклади та вимову слів), TalkBack та застосунки зі спеціальними можливостями — щоб надавати вам голосові підказки на пристрої. Для кожної мови користувач мусить встановити голосовий пакет-даними аби застосунок почав повноцінно функціонувати.

## Розвиток
Деякі розробники застосунків для автівок почали впроваджувати та підлаштовувати свої застосунки аби уможливити функцію тексту-у-мовлення, як от, наприклад, Hyundai у 2015 році. Такі застосунки як textPlus та WhatsApp використовують текст-у-мовлення аби читати сповіщення вголос та надавати функцію голосової відповіді.

## Історія версій

### Листопад 2013
- Додано підтримку корейської мови.[2]

### Березень 2014
- У версії 3.0 додано підтримку природних високоякісних голосів. Високоякісні голоси тепер доступні для англійської мови (США) як жіночий голос (високої якості). Для англійської мови (Велика Британія) тепер також є двоє нових високоякісних голосів: чоловічий, жіночий (висока якість) та чоловічий (висока якість). Ці нові високоякісні голоси займають набагато більше місця, ніж попередні версії, а саме 244MB для жіночого голосу (високої якості) для англійської (США) у порівнянні з всього лиш 6.8MB для жіночого голосу звичайної версії. Високоякісні голоси було додано аби упевнитися у високій якості вимовляння та наголошування з вірною та більш природною дикцією.
- Додана підтримка португальської (Бразилія), та іспанської (США) мов, в результаті чого загальне число підтримуваних мов зросло до дев'яти: німецька, англійська (Велика Британія), англійська (США), іспанська (Іспанія), іспанська (США), французька, італійська, корейська та португальська (Бразилія). Поки що лише англійська (США) та англійська (Велика Британія) мають опцію високоякісних голосів.[3]
- Покращення користувацького інтерфейсу: оскільки тепер у деяких випадках одна й та ж мова має по декілька різних голосів, було вирішено додати перемикач аби мати змогу легко перемикатись між 2 чи й більше голосами.

### Травень 2014
- Тепер підтримуються англійська (Індія), голландська, польська та російська мови.[4]

### Вересень 2014
- Додана підтримка японської мови.[5]

### Грудень 2014
- Додана підтримка гінді та індонезійської мов
- Покращено якість: стандартна якість голосу тепер краща, ніж висока якість голосу в попередній версії.[6]

### Липень 2015
- Тепер підтримуються чотири нові мови: кантонська (Гонконг), мандаринська (Китай), тайська (Таїланд), турецька (Туреччина)
- Виправлено помилки та внесено інші покращення.

### Лютий 2016
- Покращено якість звучання голосу
- Додана підтримка наступних мов: бенгальська (Бангладеш), данська (Данія), англійська (Австралія), фінська (Фінляндія), угорська (Угорщина), норвезька (Норвегія), мандаринська (Тайвань) та шведська (Швеція).
- Офлайнові голоси тепер можуть розмовляти пришвидшено.
- Виправлено помилки та підвищено продуктивність.

### Червень 2016
- Додано підтримку шведської та в'єтнамської мов.
- Виправлено помилки та внесено покращення.

### Жовтень 2016
- Додаткові голоси тепер доступні на всіх пристроях.
- Збільшення гучності мовлення над іншим аудіо.
- Озвучення смайлів англійською, данською, голландською, іспанською, італійською, китайською, корейською, німецькою, польською, португальською, російською, французькою та японською мовами.
- Виправлено помилки та підвищено продуктивність.

### Квітень 2017
- Додана підтримка наступних мов: бенгальска (Індія), чеська, кхмерська, непальська, сінхальска та українська.
- Опцію обробки чисел тепер можна вимкнути в налаштуваннях. Це призводить до більш буквальної вимови тексту. Наприклад, 09/10/2017 буде вимовлено як «нуль дев'ять дріб десять…» Ця функція доступна лише для англійських голосів.
- Керування інтонацією тепер доступне для ще більшої кількості мов.
- Різні інші покращення голосів.

## Google TTS та Україна
У серпні 2016 року українські активісти закликали Google додати українську до Android застосунку Google Text-to-Speech. З цією метою була зареєстрована відповідна петиція. Згодом, у січні 2017, активіст Володимир Пиріг виступив з відкритим листом до Google, Microsoft та Samsung закликаючи їх впровадити українську мову у свої ТУМ програми та застосунки. Через декілька місяців по тому, 10 квітня 2017 року, Google оновив свій Android застосунок Google Text-to-Speech до версії 3.11.12 та додав підтримку української мови.